# Fortuna Arena
A Fortuna Arena (anteriormente conhecida como Eden Arena, Synot Tip Arena e Estádio Shinobo) é um estádio de futebol localizado em Praga, na República Tcheca. Ele é casa do clube SK Slavia Praha e da Seleção Tcheca de Futebol. O estádio tem capacidade para cerca de 21.000 mil pessoas e é o mais moderno estádio da República Tcheca.

## História
No começo da década de 1950, o SK Slavia Praha foi forçado a sair do seu estádio em Letná, então um novo estádio foi construído no distrito de  Vršovice. A capacidade do estádio era de cerca de 50.000 mil pessoas (inclusive em pé). Porém, com o passar dos anos notou-se que o Stadion Eden não oferecia conforto para os visitantes, levando a decisão de demolir o estádio e construir outro no mesmo local. No entanto, com o avanço do comunismo a organização para a construção foi muito lenta. Vários projetos para o novo estádio foram criados, até a construção finalmente começar em 1990. Em 1989, o Slavia moveu os jogos em que era mandante para o Ďolíček Stadion (casa do então FC Bohemians) para a construção do novo estádio. No entanto, com a queda do regime comunista em 1989 a construção acabou se atrasando. Por causa desse atraso o Slavia acabou se mudando para o Stadion Evžena Rošického situado em Strahov, que é grande porém pouco acessível.
No começo da década de 1990 a caonstrução do novo estádio foi cancelada. E o Slavia mudou para o antigo estádio com apenas algumas reformas. Vários outros projetos foram criados, no entanto o clube não conseguiu levantar fundos para o novo estádio, além de um problema juridico com o governo. Em 2000, o antigo estádio não tinha condições de sediar os jogos do Campeonato Tcheco, fazendo com que o Slavia se fosse para o Evžena Rošického novamente.

### Novo estádio

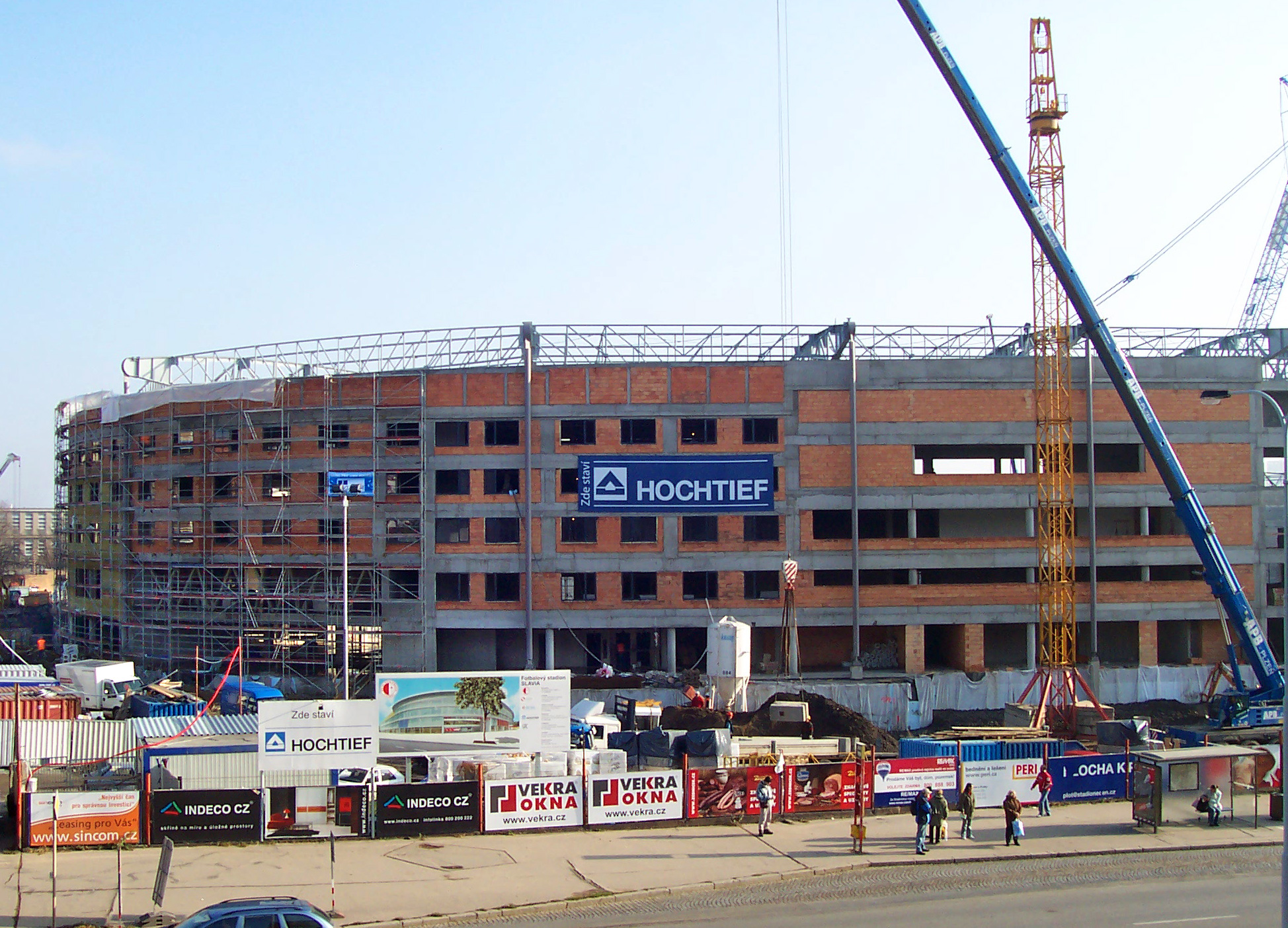
Construção do novo estádio em 2007

Na década de 2000, o Slavia finalmente apresentou um projeto para um novo estádio, mas nenhuma construção foi iniciada. Em 2003 o antigo estádio Eden foi posto para baixo e o Slavia anunciou que a construção estaria terminada em 15 de outubro de 2005. No entanto, até outubro de 2005 a obra não tinha sequer começado. Após mais de um ano a construção começou, porém teve seu custo diminuido de Kč 1.8 bilhões planejados para Kč1.0 bilhões. A construção começou em outubro de 2006. O estádio foi então finalmente inaugurado em maio de 2008.